# Aarau
Aarau – gmina miejska (Einwohnergemeinde) w północnej Szwajcarii, siedziba kantonu Argowia oraz okręgu Aarau. Leży nad prawym brzegiem rzeki Aare, na wysokości 384 m n.p.m. 31 grudnia 2022 liczyła 21 807 mieszkańców. 1 stycznia 2010 do miasta przyłączono gminę Rohr.
Posiada węzeł kolejowy ze stacją Aarau. W mieście rozwinął się przemysł maszynowy, elektrotechniczny, precyzyjny, obuwniczy, włókienniczy (bawełniany), chemiczny oraz ludwisarstwo. 
W mieście przeważa ludność niemieckojęzyczna i wyznania protestanckiego.

## Historia
Miejscowość założona w 1241 roku przez hrabiów Kyburgów. W 1264 miasto przeszło pod panowanie Habsburgów. Początkowo miasto należało do Burgundii. W 1415 przeszło w posiadanie Berna. Podczas wojny domowej w 1712 roku, miejsce decydującej bitwy miało miejsce pod Arau. W roku 1798 siedziba rządu Republiki Helweckiej. W 1888 Aarau liczyło 7 tys. mieszkańców, znajdowały się w nim fabryki wstążek, wyrobów lnianych i ludwisarnia, pod miastem zaś kopalnie rudy żelaza i alabastru. W latach 20. XX w. rozwijał się przemysł galanteryjny, odlewnie dzwonów i armat, wytwórnie noży i instrumentów matematycznych, fabryki jedwabiu i wyrobów bawełnianych. W 1924 roku miejscowość liczyła 10,9 tys. mieszkańców.

## Zabytki
- ratusz z XIII wieku wraz z obronnymi masztami i arsenałem z XVIII wieku
- kościół późnogotycki z XV wieku.
- biblioteka kantonalna, posiadająca Biblię z adnotacjami na marginesie wykonanymi przez Ulricha Zwingli, reformatora religijnego[2]
- w północno - wschodniej części miasta znajdują się ruiny zamku Habichtsburg - rodowego zamku Habsburgów[2].

## Współpraca
- Delft, Holandia
- Neuchâtel, Neuchâtel
- Reutlingen, Niemcy

## Galeria

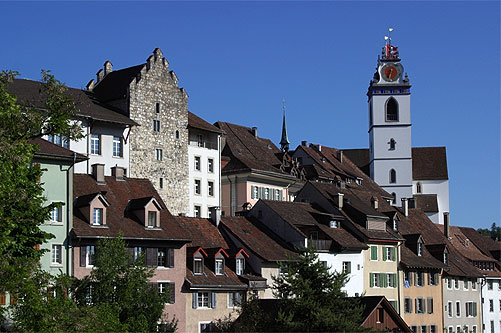
Stare miasto
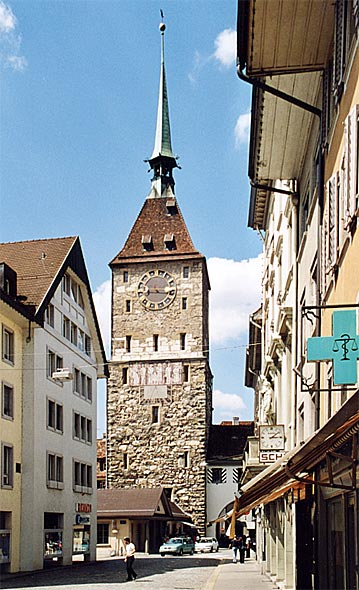
Stare miasto
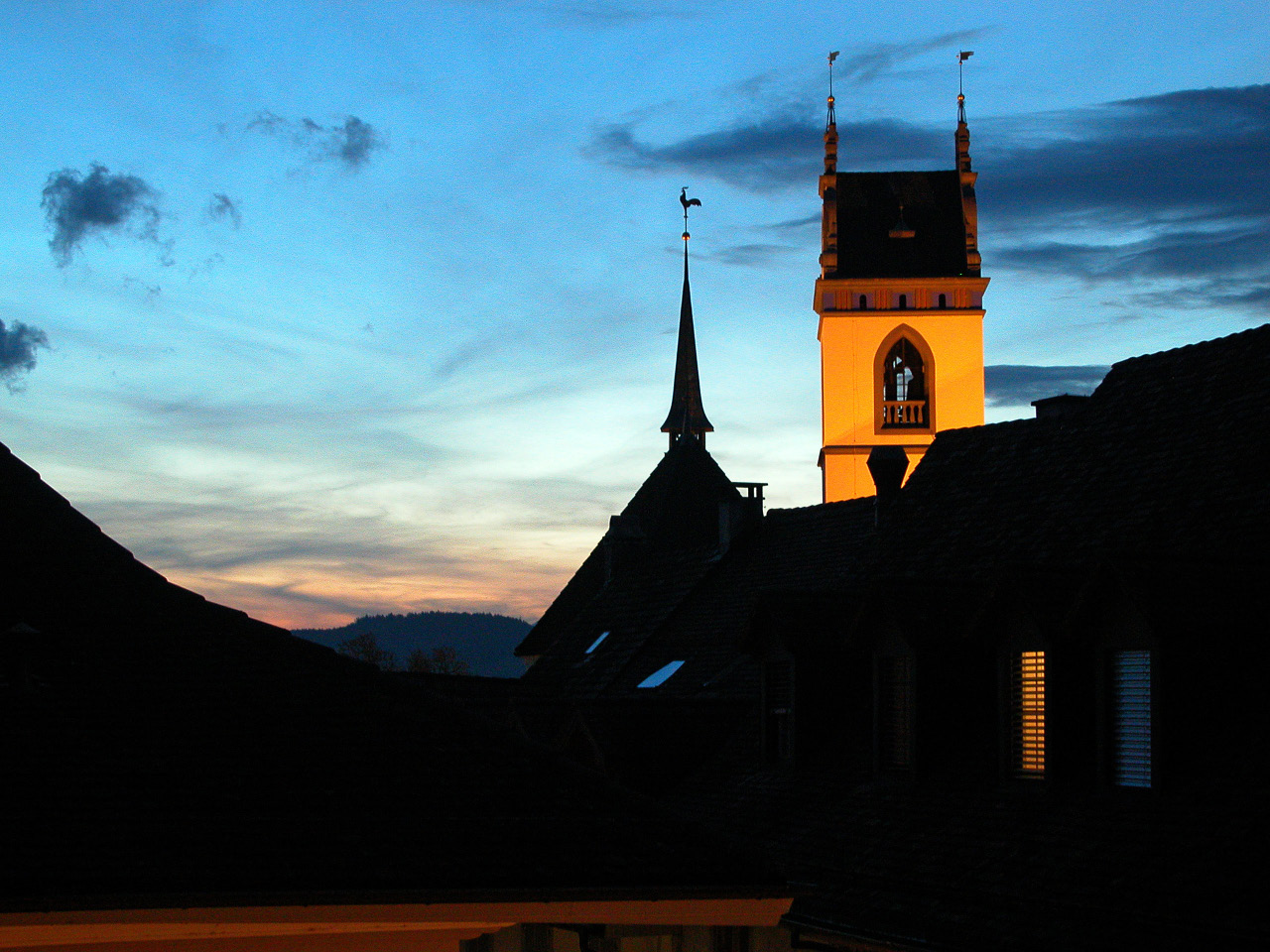
Wieża kościoła